# Malte Tellerup
Malte Tellerup (født 1989 på Fyn) er en dansk forfatter, håndboldekspert og kunstner. 
Han debuterede som forfatter i 2017 med bogen Markløs på forlaget Lindhardt og Ringhof.  Bogen modtog Blixenprisen for "Årets litterære talent" i 2018.  Malte Tellerups bøger beskæftiger sig med seksualitet, queerness, maskulinitet, sport samt opvækst og livet på landet.
Malte Tellerup har fra en ung alder spillet håndbold som målvogter, hvilket han også behandler i den autobiografiske bog Mestrene. I bogen beskrives hvordan han som 19-årig valgte den professionelle håndboldkarriere fra og i stedet valgte at læse litteraturvidenskab på Københavns Universitet. 
Tellerups bøger udtrykker ofte en samfundskritik, hvilket blandt andet kan ses i Mestrene, hvori han drager paralleller mellem elitesport og Anders Fogh Rasmussens liberale politik. 
Som kunstner har Malte Tellerup arbejdet med økologi, natur og trolddom. Eksempel på dette er da han i 2021 drev Medicinhaven for Radikal Omsorg sammen med Samara Sallam, Shëkufe Tadayoni Heiberg og Monia Sander til udstillingen SOIL.SICKNESS.SOCIETY på Rønnebæksholm.

## Priser
- Blixenprisen for "Årets litterære talent" 2018
- Odd Fellow Ordenens Hæders- og Litteraturpris 2021
- Nomineret til DR Romanprisen 2024

## Udgivelser
- MESTRENE, 2023, Lindhardt og Ringhof
- Spræng Fabrikken, 2023, OVO Press
- Hedeselskabet, 2020, Lindhardt og Ringhof
- Markløs, 2017, Lindhardt og Ringhof